# Angelika Brandt
Angelika Brandt (Minden, Alemanya, 6 de desembre de 1961) és la líder mundial en biodiversitat de les profunditats marines de l'Antàrtida. Ha desenvolupat, organitzat i dirigit diverses expedicions oceanogràfiques a l'Antàrtida, especialment la sèrie de creuers ANDEEP (Antarctic Benthic Deep-Sea Biodiversity Project), que han contribuït significativament al coneixement de la biologia de les profunditats marines de l'Antàrtida.
Brandt va ser la principal científica de l'ANDEEP que es va dedicar íntegrament a la investigació bentònica de la zona abissal antàrtica.

## Joventut i estudis
Brandt va néixer a Minden (Rin del Nord-Westfàlia). Va estudiar biologia i educació a la Universitat d'Oldenburg (Alemanya). i va obtenir el doctorat el 1987. El seu doctorat en zoologia es va centrar en els crustacis isòpodes i va ser guardonada el 1991, també per la Universitat d'Oldenburg. Brandt va completar una formació post-doctoral a la Universitat de Kiel (Alemanya).

## Carrera
El principal focus de recerca de Brandt és la macrofauna de les profunditats marines i les regions polars. Dins d'aquest ampli camp de recerca, estudia la sistemàtica, la biodiversitat, la biogeografia, l'evolució i l'ecologia dels isòpodes de fons marí (crustacis i malacostracis), amb un focus especial en la sistemàtica bentònica marina antàrtica, l'evolució, la biodiversitat i la biogeografia.
Després del seu post-doctorat a l'Institut d'Ecologia Polar de la Universitat de Kiel (Alemanya) Brandt va ser nomenada professora de Zoologia Especial a la Universitat d'Hamburg el 1995. El 2003 va ser nomenada subdirectora i després directora (2004- 2009) del Museu Zoològic de la Universitat d'Hamburg, on va ser comissària de la col·lecció Invertebrats II (Crustacis i Poliquets). Brandt és ara el cap de zoologia marina de la Senckenberg Gesellschaft für Naturforschung. També és professora a la Universitat de Frankfurt. Ha participat en nombroses expedicions a les regions polars, inclosa la seva participació al viatge inaugural del RV Sonne el 2014/2015. El seu treball l'ha portat a participar en més de 20 vaixells de recerca i tres creuers d'expedició.
Brandt compta amb nombrosos articles científics, llibres, participacions en conferències i altres publicacions amb el seu nom. Les publicacions del treball de Brandt en els creuers de l'ANDEEP ha estat des del descobriment de noves formes vida fins a aparèixer en un número especial de Deep-Sea Research i fer publicacions a la revista Nature.
Entre 2011 i 2015, Brandt va formar part del comitè de direcció científic del Sistema d'Observació de l'Oceà Antàrtic (Southern Ocean Observing System, SOOS) i continua sent una de les representants nacionals d'Alemanya al SOOS. Va exercir de líder de la temporada de suport a la temporara M-2 (South Ocean Life and Ecology) al Scientific Committee on Antarctic Research (SCAR), i va ser membre del comitè de direcció científic internacional i col·laboradora del Cens de diversitat de la vida marina abissal (Census for the Diversity of Abyssal Marine Life, CeDAMar) i cap de projecte ANtarctic benthic DEEP-sea biodiversity (ANDEEP): història de les colonitzacions i models comunitaris recents. Encara continua com a membre del comitè de direcció del Programa de Recerca Científica (Scientific Research Program, SRP) de la SCAR, Estat de l'Ecosistema Antàrtic (AntEco). Brandt és també una de les representants d'Alemanya al SCAR Scientific Science Group-Life Sciences (SSG-LG). Actualment és membre del projecte Marine Biodiversity and Ecosystem Functioning de la Xarxa d'Excel·lència de la UE (EU Network of Excellence), serveix d'assessora de ciències del sistema d'observació de l'oceà Atlàntic (Atlantos) i és la cap de la col·lecció Invertebrate II de CeNak.
Brandt és Fellow de la Societat Linneana de Londres (Regne Unit) des del 2003, membre de l'Akademie der Wissenschaften und der Literatur Mainz (Alemanya) des del 2012, de la Deutsche Zoologische Gesellschaft (DZG), de la Deutsche Gesellschaft für Polarforschung (DGP), de la Gesellschaft für biologische Systematik (GfbS), de la Society (TCS, Estats Units d'Amèrica), de la Systematics Association (Regne Unit), de la Biological Society of Washington, i del Gesellschaft deutscher Naturforscher und Ärzte (GdNÄ). Va exercir de governadora europea de la societat crustaciana (TCS, Estats Units d'Amèrica) entre 2000 i 2002. També ha exercit com a vicepresidenta de la Deutsche Gesellschaft de Meeresforschung (DGM) i va formar part del consell assessor de ESF ERICOM-RV Aurora Borealis Science (ESAP) entre 2009 i 2012. Actualment, Brandt té el càrrec de la comissió del senat sobre oceanografia de la German Research Foundation (DFG). També exerceix funcions d'assessorament, com ara al Fundació Annette-Barthelt, al Servei Alemany d'Intercanvi Acadèmic (Deutscher Akademischer Austauschdienst, DAAD), al comitè de planificació científica i coordinació de les Expedicions de recerca antàrtica australiana (Australian National Antarctic Research, ANARE) i al Consell de recerca ambiental natural (Natural Environmental Research Council, NERC) (Regne Unit). Des del 2008 ha treballat a la redacció de la revista Journal of Marine Biodiversity, a més de treballar al Polish Polar Research (PPR).

## Premis i honors
El doctorat de Brandt va ser guardonat amb el premi de ciència de la Fundació Annette-Barthelt el 1992. Es va convertir en el Fellow de la Societat Linneana de Londres el 2003. La seva coautoria d'una publicació a Nature el 2007 va ser designada com el 4t dels deu descobriments científics més importants del 2007 per la revista Time, i va rebre el premi de la National Geographic Society per Aventurera de l'any 2007. El 2008, Brandt va rebre la Medalla SCAR per excel·lències en ciències polars. El 2012, Brandt va ser convidada a impartir una conferència plenària al XXXII SCAR OSC.